# Rakahanga
Rakahanga – atol wchodzący w skład Północnych Wysp Cooka, należący administracyjnie do terytorium zależnego Nowej Zelandii – Wyspy Cooka. Atol stanowi jednocześnie jednostkę administracyjną o takiej samej nazwie.
Atol ma powierzchnię 4,1 km², a zamieszkany jest przez 83 mieszkańców (dane na 2016 rok). W skład atolu wchodzą 3 większe wyspy (Rakahanga, Tetaha Kiraro i Tetukono) oraz kilkanaście drobnych wysepek. Na atolu znajduje się tylko jedna miejscowość – Rakahanga położona na wyspie o tej samej nazwie, w której mieszka większość mieszkańców atolu.
Prawdopodobnie atol został odkryty w czasie podróży Magellana w 1521, jednak nie ma co do tego pewności. Z pewnością jest znany od 1606, kiedy do jego brzegów przybył Hiszpan Pedro Fernandes de Queirós. Od 1888 wraz z innymi wyspami archipelagu stanowi protektorat brytyjski, zwany od 1891 Cook Islands Federation. W 1901 atol wraz z całymi Wyspami Cooka został przekazany Nowej Zelandii. Od początku XX wieku do atolu roszczenia zgłaszały Stany Zjednoczone. W 1980 roku został podpisany traktat pomiędzy Nową Zelandią a Stanami Zjednoczonymi, na mocy którego Stany Zjednoczone uznały zwierzchność Nowej Zelandii nad wyspami.

## Demografia
Liczba ludności zamieszkującej atol Rakahanga:
| 1971 | 1976 | 1981 | 1986 | 1996 | 2001 | 2006 | 2011 | 2016 |
| ---- | ---- | ---- | ---- | ---- | ---- | ---- | ---- | ---- |
| 339  | 283  | 269  | 282  | 249  | 169  | 141  | 77   | 83   |

Od połowy XX wieku, pomimo wysokiego przyrostu naturalnego, liczba ludności atolu spada. Głównym powodem takiego stanu rzeczy jest emigracja zarobkowa na największą i najludniejszą spośród Wysp Cooka Rarotongę oraz do Nowej Zelandii.